# Тач рагби
Тач рагби (енгл. Touch rugby) је варијанта рагбија, у којој је ризик од повреда сведен на минимум, јер одбрамбени играч зауставља нападача додиром. Дакле, нема обарања. Тач рагби се развио из рагбија 13. Екипа се састоји од 6 људи, од тога 4 мушкараца и 2 девојке. Одбрамбени играч зауставља нападача додиром. Правила тача су једноставна, дакле нема скрама, рака, аута, мола и шутирања. Утакмица траје 40 минута. Једно полувреме траје 20 минута. Тач рагби је популарна игра, коју користе за рекреацију људи у САД, Јужној Африци, Шкотској, Аустралији и Енглеској.